# Alfred Dahlqvist
Alfred Dahlqvist (ur. 13 maja 1914 w Håsjö, zm. 21 października 1983) – szwedzki biegacz narciarski, srebrny medalista mistrzostw świata.

## Kariera
W 1937 roku wystartował na mistrzostwach świata w Chamonix, gdzie zajął szóste miejsce w biegu na 18 km techniką klasyczną. Rok później, podczas mistrzostw świata w Lahti osiągnął największy sukces w swojej karierze zdobywając srebrny medal w biegu na 18 km techniką klasyczną. Wyprzedził go jedynie Pauli Pitkänen z Finlandii, a trzecie miejsce zajął kolejny Fin - Kalle Jalkanen. Zdobył także złoty medal podczas mistrzostw świata w Cortina d'Ampezzo. Podczas spotkania we francuskim mieście Pau, FIS zadecydowała jednak, że wyniki z tych mistrzostw nie będą wliczane do klasyfikacji ogólnej, gdyż liczba zawodników była zbyt mała.
W latach 1938–1942 zdobył siedem tytułów mistrza Szwecji w biegach narciarskich. W 1941 roku otrzymał Svenska Dagbladets guldmedalj.

## Osiągnięcia

### Mistrzostwa świata
| Miejsce | Dzień     | Rok  | Miejscowość | Konkurencja          | Czas biegu | Strata | Zwycięzca       |
| ------- | --------- | ---- | ----------- | -------------------- | ---------- | ------ | --------------- |
| 5.      | 14 lutego | 1937 | Chamonix    | 18 stylem klasycznym | 1:11:21    | +3:13  | Lars Bergendahl |
| 4.      | 18 lutego | 1937 | Chamonix    | Sztafeta 4x10 km     | 3:06:07    | +4:18  | Norwegia        |
| 2.      | 25 lutego | 1938 | Lahti       | 18 stylem klasycznym | 1:09:37    | +0:25  | Pauli Pitkänen  |